# Raymond Olejnik
Pour les articles homonymes, voir Olejnik.
Raymond Olejnik, né le 18 décembre 1948 à Giberville (Calvados), est un footballeur français.
Il évolue au poste de gardien de but à La Berrichonne de Châteauroux, club avec lequel il dispute 355 matchs en Division 2.

## Biographie
Raymond Olejnik débute ailier gauche et devient gardien en remplaçant un coéquipier absent, il tient ensuite ce poste jusqu'à ses 33 ans. D'abord joueur de l'US Normande jusqu'à ses 17-18 ans, Raymond Olejnik part pour l'AS Cherbourg alors en CFA. Il fait ensuite son service militaire au Camp de Mourmelon avant de jouer un an à Reims. Décidant de quitter la Champagne, il est contacté par 2 clubs : l'US Quevilly et La Berrichonne de Châteauroux.
Ce Normand débarque à la « Berri » grâce à Maurice Lafont qui était son coach à l'AS Cherbourg avant de prendre les commandes de Châteauroux. Olejnik garde les buts castelroussins durant onze saisons.
Durant 11 ans, il n'est remplacé qu'une fois, par Jean-Luc Bernardet, sur blessure.
Il arrête sa carrière à cause d'un problème de genoux et commence à entraîner les jeunes gardiens berrichons. Il arrête au bout de quelques mois à cause de son travail qui lui demande trop de temps.
Une fois à la retraite, Olejnik recommence à s'occuper des jeunes gardiens du club,.

## Statistiques
Ce tableau présente les statistiques de Raymond Olejnik,.
| Saison                | Club                  | Championnat           | Championnat | Championnat | Coupe(s) nationale(s) | Coupe(s) nationale(s) | Total | Total |
| Saison                | Club                  | Division              | M.          | B.          | M.                    | B.                    | M.    | B.    |
| 1967-1968             | AS Cherbourg          | CFA                   | -           | -           | -                     | -                     | 0     | 0     |
| 1968-1969             | LB Châteauroux        | CFA                   | -           | -           | -                     | -                     | 0     | 0     |
| 1969-1970             | LB Châteauroux        | CFA                   | -           | -           | -                     | -                     | 0     | 0     |
| 1970-1971             | LB Châteauroux        | D2                    | 30          | 0           | -                     | -                     | 30    | 0     |
| 1971-1972             | LB Châteauroux        | D2                    | 30          | 0           | 2                     | 0                     | 32    | 0     |
| 1972-1973             | LB Châteauroux        | D2                    | 34          | 0           | 2                     | 0                     | 36    | 0     |
| 1973-1974             | LB Châteauroux        | D2                    | 33          | 0           | 3                     | 0                     | 36    | 0     |
| 1974-1975             | LB Châteauroux        | D2                    | 34          | 0           | 2                     | 0                     | 36    | 0     |
| 1975-1976             | LB Châteauroux        | D2                    | 34          | 0           | -                     | -                     | 34    | 0     |
| 1976-1977             | LB Châteauroux        | D2                    | 34          | 0           | 3                     | 0                     | 37    | 0     |
| 1977-1978             | LB Châteauroux        | D2                    | 34          | 0           | 1                     | 0                     | 35    | 0     |
| 1978-1979             | LB Châteauroux        | D2                    | 34          | 0           | 1                     | 0                     | 35    | 0     |
| 1979-1980             | LB Châteauroux        | D2                    | 34          | 0           | 1                     | 0                     | 35    | 0     |
| 1980-1981             | LB Châteauroux        | D2                    | 9           | 0           | -                     | -                     | 9     | 0     |
| Total sur la carrière | Total sur la carrière | Total sur la carrière | 340         | 0           | 15                    | 0                     | 355   | 0     |